# 大海駅
大海駅（おおみえき）は、愛知県新城市大海字南田にある、東海旅客鉄道（JR東海）飯田線の駅である。

## 概要
当駅は、豊橋駅（愛知県）と辰野駅（長野県）を結ぶ飯田線の途中駅（中間駅）の一つである。
1900年（明治33年）に開設。1943年（昭和18年）に国有化されるまでは、南へ向かう豊川鉄道と北へ向かう鳳来寺鉄道の境界駅であった。この二つの私鉄時代は一部期間を除いて長篠駅（ながしのえき）と称した。国鉄時代を経て1987年（昭和62年）の国鉄分割民営化に伴いJR東海経営に移り、現在に至る。

## 歴史
豊川鉄道は1897年（明治30年）から順次路線を豊橋駅から北へと延伸させて行ったが、1900年9月、新城からの最後の延伸区間が開通し、この大海駅へと到達した。開業当初は現在同様「大海駅」を駅名としていたが、3年後の1903年（明治36年）に、駅東側を流れる豊川（寒狭川）の対岸にある地名を取って「長篠駅」と改称した。豊橋から伸びる路線の終着駅であったが故に、この頃の大海地区は奥三河や北遠、南信への玄関口となり、乗換客が利用する旅館・飲食店が立ち並び、運輸業者も多く集まって、人や物資の集積地として栄えた。
1923年2月、豊川鉄道傍系会社であった鳳来寺鉄道が、長篠駅を起点としてさらに奥地の三河川合駅まで路線を建設する。これにより長篠駅は2つの鉄道の境界駅となるが、両鉄道は直通運転を行っていたので実質的には中間駅となっていた。また、北遠・南信の玄関口としての機能は新たな終着駅である三河川合駅に移っていった。
1943年8月、豊川鉄道と鳳来寺鉄道の鉄道路線は買収・国有化され、豊橋と辰野を結ぶ国鉄飯田線が成立する。これに伴って長篠駅も国有鉄道に移管され、同時に駅名が開設時と同じ「大海駅」となった。
1971年（昭和46年）から翌年にかけて、飯田線の多くの駅で貨物取扱が廃止されたが、新城市・鳳来町域（当時）では駅構内に隣接する形でアサノセメントが操業していたため、当駅が唯一残された。しかし10年後の1984年（昭和59年）に廃止され、駅開設時から行われていた貨物取扱は当駅でも終了した。そして旅客駅となったまま1987年4月の国鉄分割民営化を迎え、国鉄からJR東海に運営が移管された。

### 年表
- 1900年（明治33年）9月23日：豊川鉄道の大海駅として開設[2]。
- 1903年（明治36年）3月15日：長篠駅に改称[2]。
- 1923年（大正12年）2月1日：鳳来寺鉄道が開通、当駅に乗入れ[2]。
- 1943年（昭和18年）8月1日：豊川鉄道・鳳来寺鉄道国有化に伴い、国鉄飯田線の駅となる。同時に大海駅に改称[2]。
- 1969年（昭和44年）8月：現駅舎に改築[3]。
- 1984年（昭和59年）
  - 1月16日：車扱貨物取扱廃止[2]。
  - 2月1日：荷物扱い廃止[2]。
- 1985年（昭和60年）4月1日：無人駅化[4]。
- 1987年（昭和62年）4月1日：国鉄分割民営化に伴い、JR東海が継承[2]。
- 2025年（令和7年）3月15日：ICカード「TOICA」が利用可能となる[5][6]。

## 駅構造
単式ホーム1面1線と島式ホーム1面2線、計2面3線を有する地上駅である。
ホーム番線は単式ホーム側から1・2・3番線の順。1番線は中部天竜・飯田方面行きの下り列車、2番線は豊橋方面行きの上り列車が使用するが、どちらも双方向に対応している。3番線は使用されていない。かつて上り方面1番ホーム側に製材所への側線があり、現在は撤去されているが、踏切は2線分の幅のままになっている。
駅舎は1番線側に設置されており、ホーム間移動用に構内踏切が設置されている。かつては駅員配置があったが、1985年以降無人駅（駅員無配置駅）であり、管理駅（駅長配置駅）である豊川駅の管理下に置かれている。

### のりば

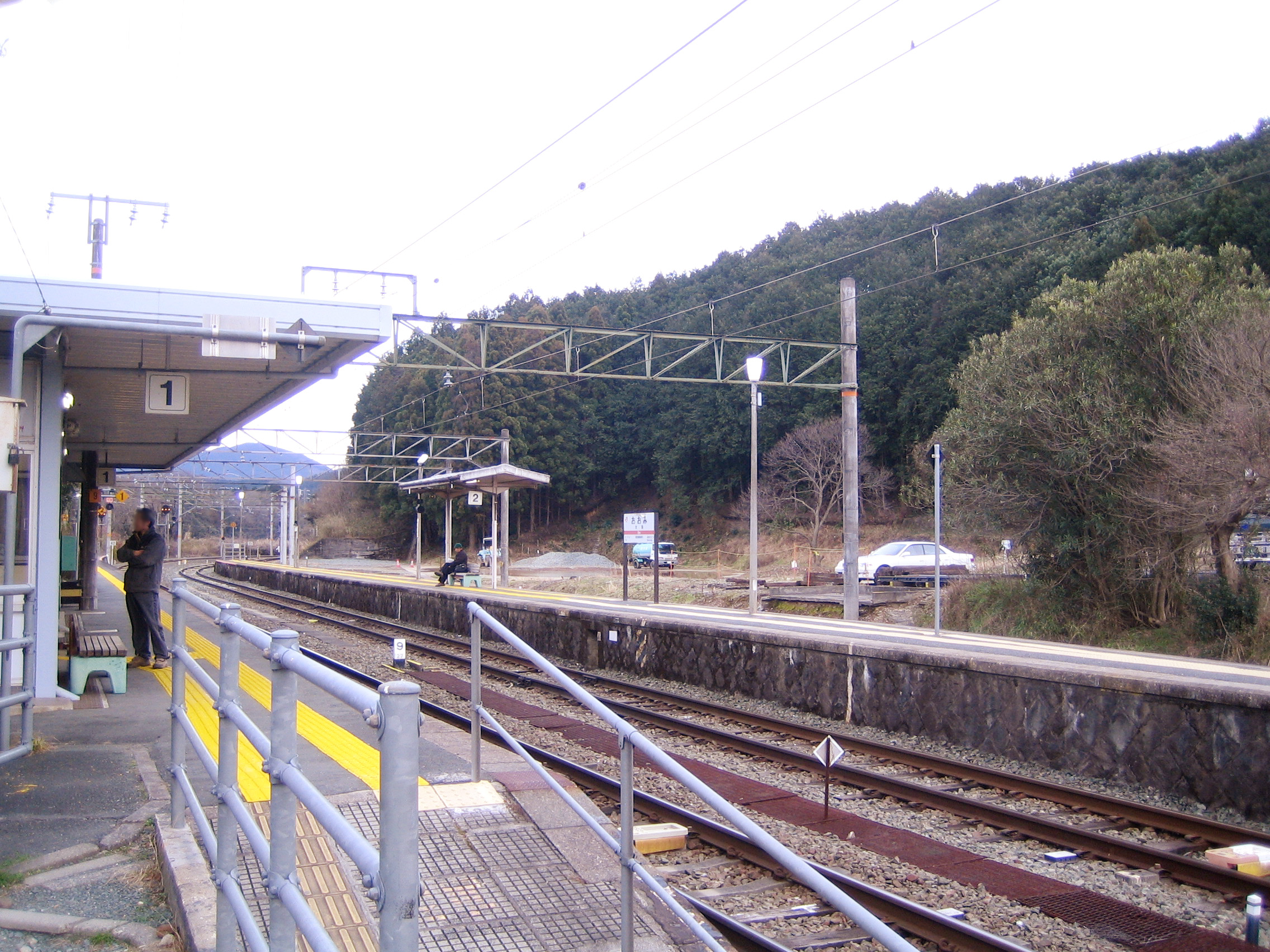
ホーム（2007年2月）

| 番線 | 路線           | 方向           | 行先               |
| ---- | -------------- | -------------- | ------------------ |
| 1    | CD 飯田線      | 下り           | 中部天竜・飯田方面 |
| 2    | CD 飯田線      | 上り           | 豊橋方面           |
| 3    | （使用停止中） | （使用停止中） | （使用停止中）     |

- ホーム（2007年2月）

## 停車列車
大海駅には、豊橋方面（上り）・飯田方面（下り）の双方とも1時間あたり概ね1本（ラッシュ時は最大2本）の列車が停車する。停車する列車の種別は普通列車と、上りに1本のみ設定されている快速列車の2種類であり、特急「伊那路」は通過する。

## 駅周辺
- 長篠城址
- 緑ヶ丘団地
- 新城総合公園
- 新城市立東郷東小学校
- 東郷郵便局
- 国道151号
- 国道257号
- 新東名高速道路新城IC

## バス路線
大海駅周辺には、豊鉄バスの「大海駅前」と、新城市Sバスの「大海駅」の2つのバス停留所（バス停）がある。両バス停を発着する路線は以下の通り。
- 豊鉄バス「大海駅前」バス停
  - 田口新城線：新城市民病院 / 四谷千枚田口 / 田口
- 新城市Sバス「大海駅」バス停 
  - 北部線：新城郵便局 / 緑が丘
  - 塩瀬線：上島田

## 隣の駅
東海旅客鉄道（JR東海）
CD 飯田線
■快速（上りのみ運転）
三河東郷駅 ← 大海駅 ← 本長篠駅
■普通
三河東郷駅 - 大海駅 - 鳥居駅